# Сутора бурокрила
Суто́ра бурокрила (Sinosuthora brunnea) — вид горобцеподібних птахів родини суторових (Paradoxornithidae). Мешкає в М'янмі і Китаї.

## Опис
Довжина птаха становить 12-13 см, враховуючи довгий, східчастий хвіст. Самці важать 8-13 г, самиці 6-10 г. у представників номінативного підвиду тім'я, скроні і верхня частина спини світло-коричневі, решта верхньої частини тіла темно-коричнева. Горло і верхня частина грудей рожевувато-руді, поцятковані темно-коричневими смужками. решта нижньої частини тіла охриста. Верхні покривні пера крил і хвоста темно-коричневі, махові пера мають світлі, попелясті або охристі края, за винятком крайніх стернових пер. Навколо очей білі кільця, очі карі або червонувато-карі. Дзьоб міцний, короткий, жовтуватий, зверху чорний. У молодих птахів тім'я і верхня частина тіла дещо світліші, менш контрасті з рештою верхньої частини тіла. Нижня частина тіла також більш рівномірна, коричневе, смужки на ній відсутні.

## Підвиди
Виділяють три підвиди:
- S. b. brunnea (Anderson, 1871) — від центральної і східної М'янми до північного і північно-західного Юньнаню;
- S. b. styani (Rippon, 1903) — район Далі на північному заході Юньнаню;
- S. b. ricketti (Rothschild, 1922) — південний захід Сичуаню (на південь від Ялунцзяну) і північний захід Юньнаню (до гір Юйлунсюешань і озера Ерхай).

## Поширення і екологія
Бурокрилі сутори живуть у високогірних чагарникових заростях, на узліссях гірських тропічних лісів та на високогірних луках. Зустрічаються парами або зграйками до 35 птахів, на висоті від 1525 до 2800 м над рівнем моря моря. Живляться насінням трав. Сезон розмноження триває з квітня по червень. Гнідо невелике, глибоке, зроблене з трави, встелене мохом або шерстю, розміщується на висоті 60 см над землею в чагарниках. В кладці 2-4 блакитнуватих яйця розміром 16×13 мм.